# Storytime
Storytime è il primo singolo tratto dal settimo album di studio Imaginaerum del gruppo symphonic metal finlandese Nightwish. Il brano è stato pubblicato il 9 novembre 2011, venti giorni prima dell'album, assieme ad un video musicale. La canzone è stata trasmessa per la prima volta su Radio Rock, una stazione radio finlandese, alle 9.00 GMT +2 il 7 novembre 2011, due giorni prima della pubblicazione del singolo.
Il compositore e frontman del gruppo Tuomas Holopainen ha detto che Storytime è un singolo che rappresenta bene l'intero album e che offre una migliore immagine dell'album rispetto ad Eva ed Amaranth, primi due singoli dell'album precedente Dark Passion Play datato 2007.
Il singolo è entrato nelle classifiche finlandesi raggiungendo subito la vetta e ci rimase per quattro settimane di fila.

## Video
Il video musicale di Storytime usa la versione per le radio, che è un minuto e mezzo circa più corta di quella dell'album. Il video mostra la band suonare la canzone nei vestiti che indossano nel film Imaginaerum e nel mentre vengono brevemente mostrati alcuni personaggi del film. In più sono stati aggiunti dei making-of relativi al film.
Dopo aver girato altri video in stile fantasy come Amaranth e The Islander, il team di produttori volle un video musicale più realistico, stile making-of, che potesse essere "interessante da guardare per i fan, anche più di una volta".

## Tracce
Storytime CDS (Digipak)
Testi e musiche di Tuomas Holopainen.
1. Storytime (radio edit) – 3:59
2. Storytime (album version) – 5:28
3. Storytime (instrumental version) – 5:28

Storytime 10 MLP (Gatefold)
Lato A
Testi e musiche di Tuomas Holopainen.
1. Storytime (album version) – 5:28

Lato B
Testi e musiche di Tuomas Holopainen.
1. Storytime (radio edit) – 3:59
2. Storytime (instrumental version) – 5:28

## Classifica
| Classifica           | Posizione massima |
| -------------------- | ----------------- |
| Finlandia            | 1                 |
| Finlandia (download) | 1                 |